# 1035
| 1035               |
| ------------------ |
| Dødsfald - Fødsler |
|                    |

| Gregoriansk kalender | 1035 MXXXV              |
| Ab urbe condita      | 1788                    |
| Armensk kalender     | 484 ԹՎ ՆՁԴ              |
| Kinesiske kalender   | 3731 – 3732 甲戌 – 乙亥 |
| Etiopisk kalender    | 1027 – 1028             |
| Jødisk kalender      | 4795 – 4796             |
| Hindukalendere       |                         |
| - Vikram Samvat      | 1090 – 1091             |
| - Shaka Samvat       | 957 – 958               |
| - Kali Yuga          | 4136 – 4137             |
| Iransk kalender      | 413 – 414               |
| Islamisk kalender    | 426 – 427               |

Konge i Danmark: Knud den Store 1019-1035 og Knud 3. Hardeknud 1035-1042
Se også 1035 (tal)

## Begivenheder
- Knud 3. Hardeknud bliver konge i Danmark (-1042
- Magnus den Gode, konge af Norge fra 1035-1047
- Wilhelm (senere kaldet: Erobreren) bliver hertug af Normandiet efter faderen Robert.
- Vikingetiden på Færøerne ender og de kommer mere ind under Norge og Den katolske kirke.

## Dødsfald
- Tróndur í Gøtu, færøsk vikingehøvding, ca. 90-årig.
- 12. november – Knud den Store, dansk konge (født ca. 995).